# Домбрувка (Новодворський повіт)
Домбрувка (пол. Dąbrówka) — село в Польщі, у гміні Чоснув Новодворського повіту Мазовецького воєводства.
Населення — 77 осіб (2011).
У 1975—1998 роках село належало до Варшавського воєводства.

## Демографія
Демографічна структура станом на 31 березня 2011 року:
|          | Загалом | Допрацездатний вік | Працездатний вік | Постпрацездатний вік |
| -------- | ------- | ------------------ | ---------------- | -------------------- |
| Чоловіки | 33      | 8                  | 19               | 6                    |
| Жінки    | 44      | 12                 | 25               | 7                    |
| Разом    | 77      | 20                 | 44               | 13                   |